# Жерял, Тоне
Антон (Тоне) Антонович Жерял (словен. Tone Antona Žerjal), он же Алоиз Жумер (словен. Alojz Žumer; 28 сентября 1915, Триест — 11 июня 1942, Любляна) — югославский словенский партизан, в годы Народно-освободительной войны Югославии активист Освободительного фронта Словении.

## Биография
Родился в Триесте в семье Антона и Элизы Жерял. После окончания Первой мировой войны переехал с семьёй в Любляну. Учился в классической гимназии (1926—1934), тайно сотрудничал с техническим комитетом Коммунистической партии Югославии в Словении. В 1934 году принят в КПЮ, в том же году исключён из гимназии и арестован на 9 месяцев. После освобождения возобновил сотрудничество с коммунистами, однако в 1937 году снова отправился в тюрьму (отбывал наказание в Сремской-Митровице). После очередного освобождения работал в культурно-просветительском кружке «Взаимность» (словен. Vzajemnost).
В апреле 1941 года Тоне сразу же после капитуляции югославской королевской армии вступил в народно-освободительное движение и получил фальшивый паспорт на имя Алоиза Жумера. Работал в центральном техническом комитете Коммунистической партии Словении, с марта 1942 года занимался техническим обеспечением как партийного руководства, так и партизан. В мае 1942 года раскрыт итальянской полицией, брошен в тюрьму, где подвергался пыткам. 11 июня 1942 после прокатившейся волны арестов расстрелян в Любляне.
27 ноября 1953 посмертно награждён орденом и званием Народного героя Югославии.